# 阿富汗的旁遮普人
阿富汗的旁遮普人，是具有旁遮普血統的阿富汗居民。歷史上，該國有一個小型旁遮普社區，主要由阿富汗錫克教徒和印度教徒組成(少數是穆斯林)。

## 歷史
旁遮普邦位於普什圖地區的東部，在歷史上的各個時期都與阿富汗接壤。幾個世紀以來，以現代阿富汗為中心的王朝向旁遮普邦擴張，如貴霜帝國、基達拉匈人、嚈噠、伽色尼王朝、古爾王朝、卡爾吉王朝和杜蘭尼帝國。這兩個地區共有的其他王國包括印度-斯基泰人、印度-帕提亞人和喀布爾沙希人。恩格斯在1857年對J.W.凱伊（J.W. Kaye）的《阿富汗戰爭》（The Afghan War）的評論中，將阿富汗描述為“一個幅員遼闊的亞洲國家”，其中“以前包括......旁遮普邦的相當一部分。在19世紀，起源於旁遮普地區的錫克帝國對阿富汗邊境進行了一系列入侵，佔領了開伯爾山口的大片領土。
阿富汗錫克教的歷史被認為可以追溯到200到500年前。然而，並非所有錫克教徒都是旁遮普人。包括少數當地人，他們的祖先在15世紀古魯那納克遠訪喀布爾期間接受了錫克教。在18世紀，來自旁遮普邦的印度教卡特里種姓商人定居在阿富汗，並主導了區域貿易(主要是馬匹)。在1940年代，阿富汗的錫克教徒和印度教徒人口可能多達250,000人。一些來自旁遮普邦北部波托哈爾的錫克教徒在逃離印巴分治期間的暴力時抵達阿富汗。

## 人口
在1990年代之前，阿富汗的旁遮普錫克教徒和印度教徒的人口高達100,000人，1979年蘇聯入侵阿富汗和隨後的內戰引發了大規模的人口外流，社區急劇下降。大多數人移民到巴基斯坦或印度，而其他人則在北美和歐洲重新定居。目前人口約為3,000人。大多數人住在喀布爾。在塔利班政權期間，錫克教徒和印度教徒被迫佩戴黃色臂章進行身份識別，並在他們的房屋上懸掛黃色旗幟。一些歧視仍然存在，因為他們經常被禁止從事政府工作，被視為移民或受到贖金威脅，因為他們被認為是富有的。

## 文化
大多數阿富汗錫克教徒和印度教徒採用阿富汗習俗並融入當地文化(但仍行火葬)，講普什圖語或達里語。然而，旁遮普語仍然被一些人在家裡使用。人們一直在努力向年輕一代教授旁遮普語，因為它也是錫克教宗教文本的語言。阿富汗政府在喀布爾和賈拉拉巴德開設了兩所旁遮普學校，為錫克人社區提供了便利。